# Bosna (Chorwacja)
Bosna – wieś w Chorwacji, w żupanii zagrzebskiej, w gminie Bedenica. W 2011 roku liczyła 97 mieszkańców.